# Speocera stellafera
Speocera stellafera là một loài nhện trong họ Ochyroceratidae. Loài này phân bố ở Thailand en Maleisië.